# Shinnosuke Oka
Shinnosuke Oka (岡 慎之助, Oka Shinnosuke) Okayama, 31 d'octubre de 2003 és un gimnasta artístic japonès. És el campió olímpic de l'exercici complet de 2024 així com membre de l'equip japonès que va guanyar la medalla d'or als Jocs Olímpics. També va guanyar l'or a la barra fixa i el bronze a les barres paral·leles.
També és el campió del món l'exercici complet júnior de 2019 i asiàtic de 2023. Va guanyar medalles de plata a les barres paral·leles i la barra fixa al Campionat asiàtic de 2023.

## Primers anys
Oka va néixer el 31 d'octubre de 2003 a Okayama fill de Yachiyo i Yasumasa Oka, i va créixer a la regió Kojo de Minami-ku, Okayama. Té un germà anomenat Kyoiki. Va començar la gimnàstica quan tenia quatre anys. El 2019, es va separar de la seva família als 16 anys per entrenar al Club de Gimnàstica Tokushukai a Kamakura.

## Carrera

### Júnior
Oka va competir al campionat asiàtic júnior de 2018, on l'equip japonès va guanyar la medalla de plata darrere de la Xina. Individualment, va guanyar la medalla de bronze global darrere de Xi Cong i Yin Dehang. Després, a les finals d'aparells, va guanyar la medalla d'or a la barra fixa i les medalles de plata a l'exercici de terra i les barres paral·leles, i la medalla de bronze a les anelles.
Oka va guanyar dues medalles d'or, una de plata i una de bronze al Campionat del Món Júnior de 2019 celebrat a Győr. El primer dia va guanyar la medalla d'or tant en les proves individuals com per equips. Després, en el primer dia de la final d'aparells, va guanyar la medalla de plata al cavall amb arcs darrere del seu company d'equip Takeru Kitazono. Després, l'últim dia, va guanyar la medalla de bronze a les barres paral·leles darrere de Kitazono i el xinès Yang Haonan. A continuació, va ocupar el vuitè lloc general als campionats júniors del Japó de 2019. Al Campionat del Japó de 2020, va acabar 44è en l'exercici complet.

### Sènior
Oka es va situar en el lloc 60 en la classificació general al Campionat del Japó de 2021. Es va trencar el LEA dret al Campionats del Japó de 2022.
Oka va tornar a la competició al Campionat del Japó de 2023 i es va col·locar 10è a la classificació general. Després va acabar 11è en la prova general al Trofeu NHK. Al Campionat d'esdeveniments del Japó de 2023, va guanyar una medalla de bronze a l'exercici de terra. Oka va guanyar el títol general al Campionat asiàtic del 2023 davant Carlos Yulo. L'equip japonès va guanyar la medalla de plata darrere de la Xina. A les finals d'aparells, Oka va guanyar medalles de plata a les paral·leles i la barra fixa.
Oka va començar la temporada 2024 al Campionat del Japó on va guanyar la medalla de plata per darrere de Daiki Hashimoto. Després va guanyar el títol general al Trofeu NHK de 2024 i va guanyar un lloc a l'equip olímpic de Japó de 2024, on va competir al costat de Hashimoto, Kazuma Kaya, Takaaki Sugino i Wataru Tanigawa. L'equip va guanyar l'or el 29 de juliol derrotant a la Xina. Dos dies més tard, a la final de l'exercici complet individual, Oka va guanyar l'or. A les finals per aparells, va aconseguir l'or en la barra fixa i el bronze en les barres paral·leles.

## Història competitiva
| Any                       | Esdeveniment                  | Equip  | ECI    | ET     | CA     | An     | SC     | BP     | BF     |
| Júnior                    | Júnior                        | Júnior | Júnior | Júnior | Júnior | Júnior | Júnior | Júnior | Júnior |
| ------------------------- | ----------------------------- | ------ | ------ | ------ | ------ | ------ | ------ | ------ | ------ |
| 2018                      |                               |        |        |        |        |        |        |        |        |
| Campionat Júnior d'Àsia   | 2                             | 3      | 2      | 5      | 3      |        | 2      | 1      |        |
| 2019                      |                               |        |        |        |        |        |        |        |        |
| Campionat del món Júnior  | 1                             | 1      |        | 2      | 5      |        | 3      |        |        |
| Campionat del Japó Júnior |                               | 8      |        |        |        |        |        |        |        |
| 2020                      | Campionat del Japó            |        | 44     |        |        |        |        |        |        |
| Sènior                    |                               |        |        |        |        |        |        |        |        |
| 2021                      | Campionat de Japó             |        | 60     |        |        |        |        |        |        |
| 2023                      | Campionat del Japó            |        | 10     |        |        |        |        |        |        |
| 2023                      | Trofeu NHK                    |        | 11     |        |        |        |        |        |        |
| 2023                      | Campionat d'aparells del Japó |        |        | 3      |        |        |        | 6      |        |
| 2023                      | Campionat Asiàtic             | 2      | 1      | 6      | 5      | 6      |        | 2      | 2      |
| 2024                      | Campionat del Japó            |        | 2      |        |        |        |        |        |        |
| 2024                      | Trofeu NHK                    |        | 1      |        |        |        |        |        |        |
| 2024                      | Jocs Olímpics                 | 1      | 1      |        |        |        |        | 3      | 1      |